# Heinrich von Kleist

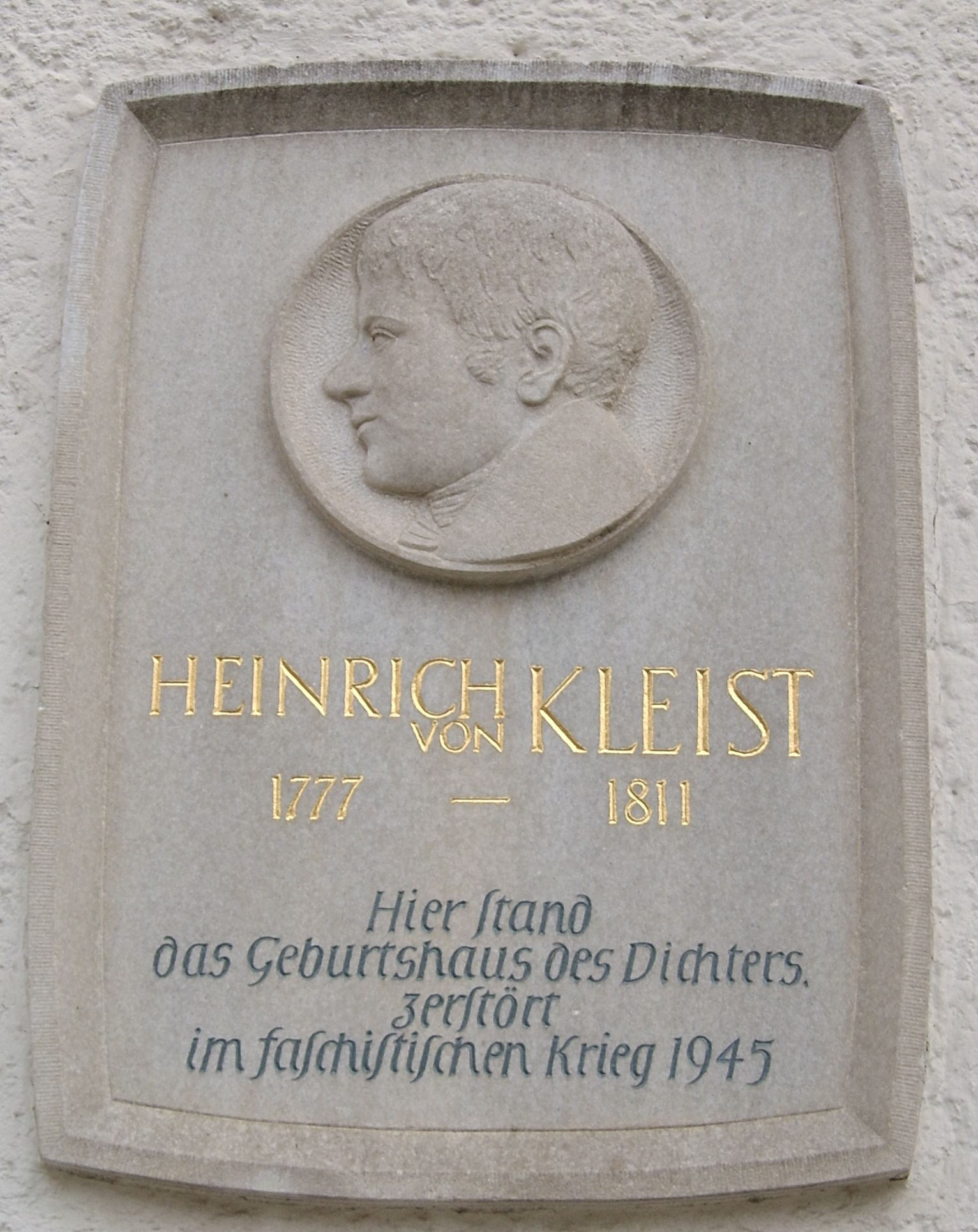

Bernd Heinrich Wilhelm von Kleist (18. října, dle samotného Kleista 10. října 1777 Frankfurt nad Odrou – 21. listopadu 1811 Wannsee u Berlína) byl německý dramatik, lyrický básník a publicista jeden z čelných představitelů raného německého romantismu. Roku 1811 spáchal sebevraždu společně se svou milenkou Henriettou Vogelovou.

## Dílo

### Drama
- Die Familie Schroffenstein, 1803, vydáno anonymně roku 1804, tragédie,
- Robert Guiskard, vévoda Normanský (Robert Guiskard, Herzog der Normänner), 1802–1803, fragment tragédie,
- Rozbitý džbán (Der Zerbrochne Krug), vzniklo v letech 1803–1806, premiéra 2. března 1808 ve Výmaru, komedie,
- Die Hermannsschlacht, dokončeno roku 1808, vydáno roku 1821, premiéra 18. října 1860 ve Vratislavi, drama,
- Božská láska (Amphitryon), dokončeno 1803, premiéra roku 1807 v Drážďanech, komedie,
- Penthesilea, 1807, premiéra roku 1876 v Berlíně, tragédie,
- Katynka z Heilbronnu aneb Zkouška ohněm (Das Käthchen von Heilbronn oder Die Feuerprobe), vzniklo v letech 1807–08, premiéra 17. března 1810 ve Vídni, historické drama,
- Princ Bedřich Homburský (Prinz Friedrich von Homburg), vzniklo v letech 1809–1811, premiéra 3. října 1821 ve Vídni, drama. Hlavní hrdina je důstojník, který v bitvě neuposlechne rozkaz vrchního velitele, čímž v bitvě dosáhne vítězství. Po bitvě se koná soud, Bedřich je zároveň vyznamenán i odsouzen k smrti za neuposlechnutí. Dílo inspirovalo svým absurdním vyzněním Franze Kafku.

### Novely
- Zemětřesení v Chile (Das Erdbeben in Chili), vznikla v letech 1805–1806, vydáno v Morgenblatt für gebildete Stände ve Stuttgartu v září 1807,
- Markýza z O... (Die Marquise von O…), 1808,
- Michael Kohlhaas, 1808, tragický příběh o čestném muži, který se ve snaze pomstít utrpěné bezpráví stává zbojníkem. Psychologicky propracovaný příběh byl inspirovaný životem saského obchodníka s koňmi a posléze zbojníka Kohlhaase, který byl popraven roku 1540.
- Žebračka z Locarna (Das Bettelweib von Locarno), 1810,
- Svatá Cecílie aneb síla hudby (Die heilige Cäcilie oder die Gewalt der Musik), 1810,
- Zásnuby na Santo Domingu (Die Verlobung in St. Domingo), 1811, česky vyšlo též pod názvem Vzbouřenci na ostrově Domingo,
- Nalezenec (Der Findling), 1811
- Souboj (Der Zweikampf), 1811

### Teoretické spisy
- Über die allmähliche Verfertigung der Gedanken beim Reden, 1805–1806,
- Katechismus der Deutschen, 1809,
- Űber das Marionettentheater, 1810, česky vydáno r. 1930 pod názvem Tanečník a loutka.